# 孔多塞高級中學
孔多塞高級中學（法語：Lycée Condorcet，發音：[lise kɔ̃dɔʁsɛ]）是位於法國首都巴黎的一所高級中學，成立於1803年。孔多塞中學名人輩出，許多名人如让-保罗·萨特、莫里斯·梅洛-龐蒂都曾在這裡任教。

## 外部連結
- Official website （页面存档备份，存于） （法文）

48°52′29.20″N 2°19′38.36″E / 48.8747778°N 2.3273222°E